# Владимир Мунтјан
Владимир Федорович Мунтјан (рус. Владимир Фёдорович Мунтян; 14. септембар 1946) бивши је совјетски фудбалер, играо на позицији везног играча.

## Биографија
Отац Федор Степанович Мунтјан (рођен 1911, у близини Молдавије), радио је као армирач у фабрици асфалта. Мајка Марија Леонтијевна Мунтјан (рођена 1921, Павловск, Вороњешка област), радила је као болничарка. Године 1947. са родитељима се преселио у Кијев. Похађао је средњу школу број 149 у Зализничном округу Кијева.
Још као школарац позван је у тим Динама, где је провео целу каријеру. Према тадашњим стручњацима, важио је за једног од најбољих везиста у европском фудбалу. Са Динамом је освојио седам пута првенство СССР, два пута куп такмичење, Куп победника купова 1975. и Суперкуп Европе 1975. Добио је признање за најбољег фудбалера 1969. године у СССР-у (према недељнику Футбол-Хокеј). Дипломирао је на Институту за физичко васпитање и Правном факултету Кијевског државног универзитета, затим на постдипломским студијама на Факултету за међународне односе.
Био је део репрезентације СССР-а, са којом је наступио на Европском првенству 1968. и завршили су на четвртом месту. Био је у саставу совјетске репрезентације на Светском првенству 1970. На Европском првенству 1972. у Белгији заузели су друго место после пораза од Западне Немачке у финалу. Укупно је наступио 49 пута за репрезентацију Совјетског Савеза, постигао је 7 голова.
Године 1978, возећи аутомобил, доживео је несрећу у којој му је погинула сапутница. Сам Мунтјан је на дуже време завршио у болници са преломима два пршљена и другим повредама. Као резултат кривичног поступка који је покренут против њега, одузет му је чин капетана Министарства унутрашњих послова и привремено избачен из партије КПСС. Случај је затворен шест месеци касније због недостатка доказа, а он је поново враћен у чланство партије.
Након завршетка играчке каријере, посветио се тренерском послу. У периоду од 1986-1988 радио је на Мадагаскару, тренирајући клуб ЦОСФАП (Антананариво), доводећи га до шампионске титуле 1988. године.
У периоду 1992-1994 био је главни тренер омладинског тима Украјине. Од 1994. године, заједно са Николајем Павловим, био је главни тренер украјинске репрезентације. Од 1995. до 1997. тренирао је репрезентацију Гвинеје, доводећи их до финалног турнира Афричког купа 1998. године. Од 1998. до 2005. тренирао је разне клубове у Украјини и руски клуб Аланију Владикавказ током 2002. године.

## Статистика наступа за Динамо
| Сезона   | Првенство | Првенство | Куп   | Куп    | Еврокупови | Еврокупови | Укупно | Укупно |
| Сезона   | Утак.     | Голови    | Утак. | Голови | Утак.      | Голови     | Утак.  | Голови |
| -------- | --------- | --------- | ----- | ------ | ---------- | ---------- | ------ | ------ |
| 1965     | 3         | 0         | 4     | 0      | -          | -          | 7      | 0      |
| 1966     | 26        | 8         | 2     | 0      | -          | -          | 28     | 8      |
| 1967     | 19        | 4         | 1     | 0      | -          | -          | 20     | 4      |
| 1968     | 36        | 5         | -     | -      | -          | -          | 36     | 5      |
| 1969     | 27        | 6         | 3     | 2      | 4          | 2          | 34     | 10     |
| 1970     | 25        | 3         | 2     | 0      | -          | -          | 27     | 3      |
| 1971     | 18        | 6         | 2     | 0      | -          | -          | 20     | 6      |
| 1972     | 30        | 9         | 3     | 1      | 6          | 1          | 39     | 11     |
| 1973     | 28        | 6         | 9     | 2      | 5          | 0          | 42     | 8      |
| 1974     | 22        | 2         | 4     | 2      | 8          | 2          | 34     | 6      |
| 1975     | 29        | 2         | -     | -      | 4          | 0          | 33     | 2      |
| 1976 (п) | 10        | 3         | 1     | 0      | -          | -          | 11     | 3      |
| 1976 (ј) | 13        | 1         | -     | -      | 8          | 1          | 21     | 2      |
| 1977     | 16        | 2         | 3     | 0      | -          | -          | 19     | 2      |
| Укупно   | 302       | 57        | 34    | 7      | 35         | 6          | 371    | 70     |

- Статистика купова СССР-а и европских купова саставља се према шеми „јесен-пролеће“ и приписује се години када су турнири почели

## Успеси

### Клуб
- Првенство СССР: 1966, 1967, 1968, 1971, 1974, 1975, 1977.
- Куп СССР: 1966, 1974.
- Куп победника купова: 1975.
- Суперкуп Европе: 1975.

### Репрезентација
СССР
- Европско првенство друго место: Белгија 1972.

### Индивидуални
- Најбољи фудбалер СССР-а (недељник "Фудбал"): 1969
- На листама 33 најбоља фудбалера сезоне у СССР-у (7): бр. 1 (1967, 1968, 1969, 1970, 1972, 1973, 1975)
- Један од добитника награде „Најбољи дебитанти сезоне“: 1965.
- Заслужни мајстор спорта СССР-а (1975)
- Међународни мајстор спорта СССР-а (1973)
- Почасни тренер Украјине
- Номинован за Златну лопту (Франс фудбал): 1969. (23.-31. место)